# Idaea nigrolineata
Idaea nigrolineata är en fjärilsart som beskrevs av Pierre Chrétien 1911. Idaea nigrolineata ingår i släktet Idaea och familjen mätare. Inga underarter finns listade i Catalogue of Life.